# Byön, Hangö
Byön är en ö i Finland. Den ligger i Skärgårdshavet eller Finska viken och i kommunen Hangö i den ekonomiska regionen  Raseborg i landskapet Nyland, i den sydvästra delen av landet. Ön ligger omkring 110 kilometer väster om Helsingfors.
Öns area är 1,17 kvadratkilometer och dess största längd är 2,1 kilometer i öst-västlig riktning.